# Rhytiphora neglectoides
Rhytiphora neglectoides là một loài bọ cánh cứng trong họ Cerambycidae.